# Nokotan - In cerVa di amici
Nokotan - In cerVa di amici (しかのこのこのここしたんたん?, Shikanoko nokonoko koshitantan)  è un manga scritto e disegnato da Oshioshio. Ha iniziato la serializzazione sulla rivista Shōnen Magazine Edge di Kōdansha a novembre 2019. Dopo la chiusura della rivista, avvenuta a ottobre 2023, la pubblicazione del manga è stata trasferita sul sito web Magazine Pocket a dicembre dello stesso anno. Una serie televisiva anime, prodotta da Wit Studio, ha iniziato a essere trasmessa a partire dal 7 luglio 2024.

## Trama
Torako Koshi è una popolare liceale che fa credere a tutti di essere una ragazza bella e perfetta. Tuttavia, un giorno, salva una strana ragazza-cervo appesa ad alcuni cavi elettrici mentre va a scuola. Quest'ultima poi si trasferisce nella sua scuola, si presenta come Shikanoko e inizia a trascinare Torako nelle sue bizzarre buffonate, minacciando di svelare il suo oscuro passato di delinquente yankee, il tutto mentre Torako sembra essere l'unica che nota qualcosa che non va in Noko.

## Personaggi

Da sinistra, le protagoniste: Anko Koshi, Torako Koshi, Noko Shikanoko e Meme Bashame.

### Club del Cervo
Torako Koshi (虎視 虎子?, Koshi Torako) / Koshi-tan (こしたん?, Koshi tan)
Doppiata da: Saki Fujita
La protagonista e presidente del consiglio studentesco della scuola. Un'ex studentessa yankee (delinquente) soprannominata la "Tigre di Hino" nella sua scuola media. Torako per questo si è creata l'immagine di una studentessa dignitosa e ideale, ma quando è con Noko non riesce sempre a nascondere il suo passato. Successivamente diventa con riluttanza la presidente del Club del Cervo della scuola, fondato da Noko, dove lei e altri amici cervi si incontrano dopo la scuola.
Noko Shikanoko (鹿乃子 のこ?, Shikanoko Noko) / Noko-tan (のこたん?, Noko tan)
Doppiata da: Megumi Han
Un misterioso ibrido ragazza-cervo che un giorno è apparso davanti a Torako, sostenendo di poter "annusare" il suo passato yankee, e si rifiuta di lasciarla stare dopo averla salvata. Simile a un cervo, Noko adora i cracker e possiede delle corna che le spuntano dalla testa, che sono rimuovibili. Le corna possono essere qualsiasi cosa, da esplosivi, alla conservazione del cibo, a tentacoli o addirittura usate come leva per aprire la sommità della testa. Noko fonda anche il Club del Cervo, dove i membri dovrebbero prendersi cura dei cervi come lei.
Anko Koshi (虎視 餡子?, Koshi Anko)
Doppiata da: Rui Tanabe
La sorella di Torako, ossessionata da quest'ultima, al punto che Anko cerca di uccidere Noko, dopo averla accusata di aver rubato l'attenzione di Torako. Dopo aver sfidato Noko in quiz sulla sorella, Anko raggiunge un'intesa con lei e il semestre successivo si unisce al Club del Cervo.
Meme Bashame (馬車芽 めめ?, Bashame Meme)
Doppiato da: Fūka Izumi
Una matricola che afferma di voler diventare un cervo dopo aver ricevuto un cracker da Noko prima della scuola. Adora cucinare il riso e sogna di piantare nella sua risaia.

### Consiglio studentesco
Neko Nekoyamada (猫山田 根子?, Nekoyamada Neko)
Doppiato da: Yurika Kubo
La vicepresidente del consiglio studentesco della scuola, ha sembianze simili ad un felino. Vede il Club del Cervo e Torako come suoi rivali, ma non riesce ad affermare il dominio. Porta spesso con sé uno sgabello per sembrare più alta.
Kinu Tanukikōji (狸小路 絹?, Tanukikōji Kinu)
Doppiato da: Rio Tsuchiya
Segretaria del consiglio studentesco, tende a pensare troppo e a reagire in modo eccessivo sulle questioni che la riguardano.
Chiharu Tsubameya (燕谷 千春?, Tsubameya Chiharu)
Doppiato da: Chinatsu Akasaki
Tesoriere del consiglio studentesco. Sembra tranquilla e distaccata, ma è segretamente una grande fan di Noko-tan.

### Altri personaggi
Il Narratore
Doppiato da: Kōsuke Toriumi
Il narratore della serie. Non appare mai fisicamente e rompe più volte la quarta parete.
Cornelio (角田?, Tsunoda)
Doppiato da: Shinya Takahashi
Un cervo dello zoo di Hino amico di Noko-tan.
Yoshiharu Tsubameya (燕谷 善治?, Tsubameya Yoshiharu)
Doppiato da: Takuya Eguchi
Il fratello maggiore di Chiharu, proprietario e unico barista dello Swallow Cafe. Cerca sempre di provare a soddisfare il cliente in ogni maniera possibile.
Ukai (鵜飼?, Ukai)
Doppiata da: Kikuko Inoue
L'insegnante di Torako e Noko e consulente del Club del Cervo. Supporta le stramberie di Noko, mandando Torako su tutte le furie.
Tsucchi (つっちー?, Tsutchi )
Una creature formata da corna di cervo flessibili e si comporta come animale domestico di Neko. Chiharu lo ha denominato così e ogni tanto si presenta anche al Club del Cervo.
Souichirou Kumatori
Doppiato da: Jiro Saito
Un cacciatore all'antica che entra a scuola per catturare Noko. Viene arrestato per porto d'armi illecito, ma riesce a fuggire. Nell'ultimo episodio viene ferito dal Deer Hole.

## Media

### Manga
Scritto e disegnato da Oshioshio, Nokotan - In cerVa di amici ha iniziato la serializzazione sulla rivista Shōnen Magazine Edge di Kōdansha  il 15 novembre 2019. Dopo la pubblicazione del numero finale di Shōnen Magazine Edge, avvenuta il 17 ottobre 2023, la serie è stata trasferita sul sito web Magazine Pocket il 20 dicembre dello stesso anno. La serie è attualmente inedita in Italia.

#### Volumi
| 1 | 17 luglio 2020 | ISBN 978-4-06-520245-6 |
| 1 | Capitoli - 1. (ガール・ミーツ・シカ?, Gāru mītsu shika) - 2. (シカの恩返し?, Shika no ongaeshi) - 3. (こしたんにモテ期??, Koshi-tan ni mote-ki?) - 4. (のこたん大追跡!?, Noko-tan dai tsuiseki!) - 5. (こしたんは見た!?, Koshi-tan wa mita!) - 6. (のこたんの弱点?, Noko-tan no jakuten) - 7. (狙われたのこたん?, Nerawareta Noko-tan) |                        |
| 2 | 17 febbraio 2021 | ISBN 978-4-06-522330-7 |
| 2 | Capitoli - 8. (そこに愛はあるのか??, Soko ni ai wa aru no ka?) - 9. (こしたんは誰のもの??, Koshi-tan wa darenomono?) - 10. (レッツ・ランウェイ!?, Rettsu ran'uei!) - 11. (めざせ100万再生!??, Mezase 100 man saisei!?) - 12. (こしたんと初詣?, Koshi-tan to hatsumōde) - 13. (負けられない戦いがそこにはある?, Make rarenai tatakai ga soko ni wa aru)                                                                                    |                        |
| 3 | 17 febbraio 2022 | ISBN 978-4-06-526851-3 |
| 3 | Capitoli - 14. (それぞれのシカ生?, Sorezore no shika-sei) - 15. (完璧なおもてなしを!?, Kanpekina omotenashi o!) - 16. (全部、春のせい…?, Zenbu, haru no sei…) - 17. (シカ鹿しか!!?, Shika shika shika!!) - 18. (新入生がやってきた!?, Shin'nyūsei ga yattekita!) - 19. (シカ部を考える?, Shika-bu o kangaeru) |                        |
| 4 | 16 febbraio 2023 | ISBN 978-4-06-530787-8 |
| 4 | Capitoli - 20. (狙われたシカ部⁉?, Nerawa reta shika-bu!?) - 21. (潜入!! シカ部?, Sen'nyū!! Shika-bu) - 22. (優等生を演じきれっ!?, Yūtōsei o enji kire-tsu!) - 23. (とにかく冷静に!?, Tonikaku reisei ni!) - 24. (仲間(?)が増えたよ?, Nakama (?) Ga fueta yo) - 25. (体育祭!?, Taiikumatsuri!) |                        |
| 5 | 9 maggio 2024 | ISBN 978-4-06-535574-9 |
| 5 | Capitoli - 26. (体育祭!!…その②?, Taiikumatsuri!!… Sono Ni) - 27. (戻ってきて! のこたん!?, Modotte kite! Noko-tan!) - 28. (のうさぎょう!?, No usa gyou!) - 29. (起きろ!?, Okiro!) - 30. (The pursuer and the pursued.) - 30,5. (2023年新年4コマ祭り！?, 2023-Nen shin'nen 4koma matsuri!) - 31. (テスト勉強!!?, Tesuto benkyō!!) |                        |
| 6 | 9 luglio 2024 | ISBN 978-4-06-536165-8 |
| 6 | Capitoli - 32. (勝負の行方?, Shōbu no yukue) - 33. (はじめてのおさんぽ！?, Hajimete no o sanpo!) - 34. (デンタルクリニック！?, Dentarukurinikku!) - 35. (狸小路絹の憂鬱?, Tanukikoji kinu no yūutsu) - 36. (描きたまえ?, Kaki Tamae) - 37. (ちょっと占ってもいいですか？?, Chotto uranatte mo īdesu ka?) |                        |
| 7 | 7 marzo 2025 | ISBN 978-4-06-538743-6 |
| 7 | Capitoli - 38. (よろしくお願いいたします。?, Yoroshiku onegaītashimasu.) - 39. (グルメな真剣勝負！?, Gurumena shinken shōbu!) - 40. (シカ部を考える②?, Shika-bu o kangaeru Ni) - 41. (忘れてた…‼?, Wasureteta…‼) - 42. (燕谷善治の憂鬱?, Tsubame Tani Yoshiharu no yūutsu) - 43. (まごころを、シカに?, Ma-gokoro o, shika ni) - 43,5. (アニメ化しました!!?, Anime-ka shimashita!!) - Bonus (【単行本宣伝話】?, (Tankōbon senden-banashi)) |                        |

#### Capitoli non ancora in formatotankōbon
Questa lista è suscettibile di variazioni e potrebbe essere incompleta o non aggiornata.

- 44.  (のこたんのたまご?, Noko-tan no tama go)
- 45.  (生まれる‼?, Umareru!!)
- 46.  (のこたんと歳三?, Noko-tan to Toshizō)
- 47.  (季節とは…？?, Kisetsu to wa…?)

### Anime

Logo della serie

Un adattamento televisivo anime è stato annunciato nel marzo 2024. Prodotto da Wit Studio e diretto da Masahiko Ōta, con Takashi Aoshima che scrive e supervisiona la sceneggiatura, Ayumu Tsujimura al character design e Yasuhiro Misawa alle musiche. Le trasmissioni sono iniziate il 7 luglio 2024 su Tokyo MX e BS NTV. La sigla è Shikairo Days (カ色デイズ?), cantata da Megumi Han, Saki Fujita, Rui Tanabe e Fūka Izumi nei panni dei rispettivi personaggi del Club del Cervo, mentre la sigla di chiusura è Shika-senbei no uta (シカせんべいのうた?) cantata da Han e Fujita nei panni dei rispettivi personaggi. Remow ha concesso in licenza la serie, che è distribuita sottotitolata in varie lingue, tra cui l'italiano, in streaming mondiale su Prime Video, Anime Onegai, ADN e Crunchyroll.

## Accoglienza

### Riconoscimenti
| Anno | Premio                   | Categoria                            | Nomina per                     | Risultato | Note          |
| ---- | ------------------------ | ------------------------------------ | ------------------------------ | --------- | ------------- |
| 2024 | TikTok Trend Awards      | Hot Word                             | Shikanoko Nokonoko Koshitantan | Vincitore | [ 15 ] [ 16 ] |
| 2024 | TikTok Awards Japan      | Anime dell'anno                      | Nokotan - In cerVa di amici    | Candidato | [ 15 ] [ 16 ] |
| 2024 | Anime Buzzword Awards    | Silver Prize                         | Shikanoko Nokonoko Koshitantan | Vincitore | [ 17 ]        |
| 2024 | Abema Anime Trend Awards | Premio per il marketing              | Nokotan - In cerVa di amici    | Vincitore | [ 18 ]        |
| 2025 | Reiwa Anisong Awards     | Premio per il tema di un personaggio | Shikairo Days                  | Candidato | [ 19 ]        |
| 2025 | Reiwa Anisong Awards     | Premio Anikara                       | Shikairo Days                  | Candidato | [ 19 ]        |
| 2025 | Reiwa Anisong Awards     | Project Award                        | Shikairo Days                  | Vincitore | [ 20 ]        |